# ГамТБвак
ГамТБвак — субъединичная (белковая) рекомбинатная противотуберкулёзная вакцина для профилактики туберкулёза лёгких у взрослых, находящаяся на стадии клинических исследований. Содержит антигены Ag85A и ESAT-6-CFP-10 в сочетании с адъювантом. Разработана Национальным исследовательским центром эпидемиологии и микробиологии имени Н. Ф. Гамалеи. По состоянию на май 2022 года идут клинические исследования III фазы, данные об исследованиях I/II фазы также опубликованы в базе данных ClinicalTrials. Клиническое испытание I фазы на 12 добровольцах подтвердило безопасность и иммунологическую эффективность вакцины.